# 大六角二十四面體
在幾何學中，大六角二十四面體是一種星形多面體，由24個互相相交的鷂形組成，其索引編號為DU14。大六角二十四面體的對偶多面體為大立方截半立方體，與其對偶不同之處在於，其對偶有6個非凸多邊形面，而大六角二十四面體的面全部都是凸多邊形。

## 性質
大六角二十四面體共有24個面、48條邊和20個頂點，是一種二十四面體。

### 面的組成
大六角二十四面體由24個全等的鳶形組成。每個鳶形皆露出兩個頓角兩個部分，其餘皆隱藏於該立體的內部。露在該立體外部的部分如下圖，以藍色表示，其中黑線代表等腰頓角三角形彼此互相相交的位置：

### 頂角性質
大六角二十四面體有三種頂角，一種是由4個鳶形面構成的四面角，為最外側的向外尖角，對應對偶多面體大立方截半立方體中的正方形面，共有6個；另一種是由3個面構成的三面角，為較內側、未隱沒於圖形內部的向外尖角，對應對偶多面體中的正三角形面，共有8個；還有一種是由8個面構成的八面角，其8個面互相相交，其頂點圖為施萊夫利符號計為{8/3}的八角星，且引麼於整個立體圖形的內側，對應對偶多面體中的八角星面，整個立體中共有6個這樣的頂點。

### 頂點座標
幾何中心位於原點且經過對偶變換後的像邊長為單位長的大六角二十四面體，其頂點座標為：
{\displaystyle (0,0,\pm (2-{\sqrt {2}}))}、
{\displaystyle (\pm (2-{\sqrt {2}}),0,0)}、
{\displaystyle (0,\pm (2-{\sqrt {2}}),0)}、
{\displaystyle (0,0,\pm {\sqrt {2}})}、
{\displaystyle (\pm {\sqrt {2}},0,0)}、
{\displaystyle (0,\pm {\sqrt {2}},0)}、
{\displaystyle (\pm {\frac {4-{\sqrt {2}}}{7}},\pm {\frac {4-{\sqrt {2}}}{7}},\pm {\frac {4-{\sqrt {2}}}{7}})}。

### 二面角
大六角二十四面體的二面角為：
{\displaystyle \cos ^{-1}(-{\frac {7-4{\sqrt {2}}}{17}})\approx 1.64988733\approx 94.5315^{\circ }}

## 對偶多面體

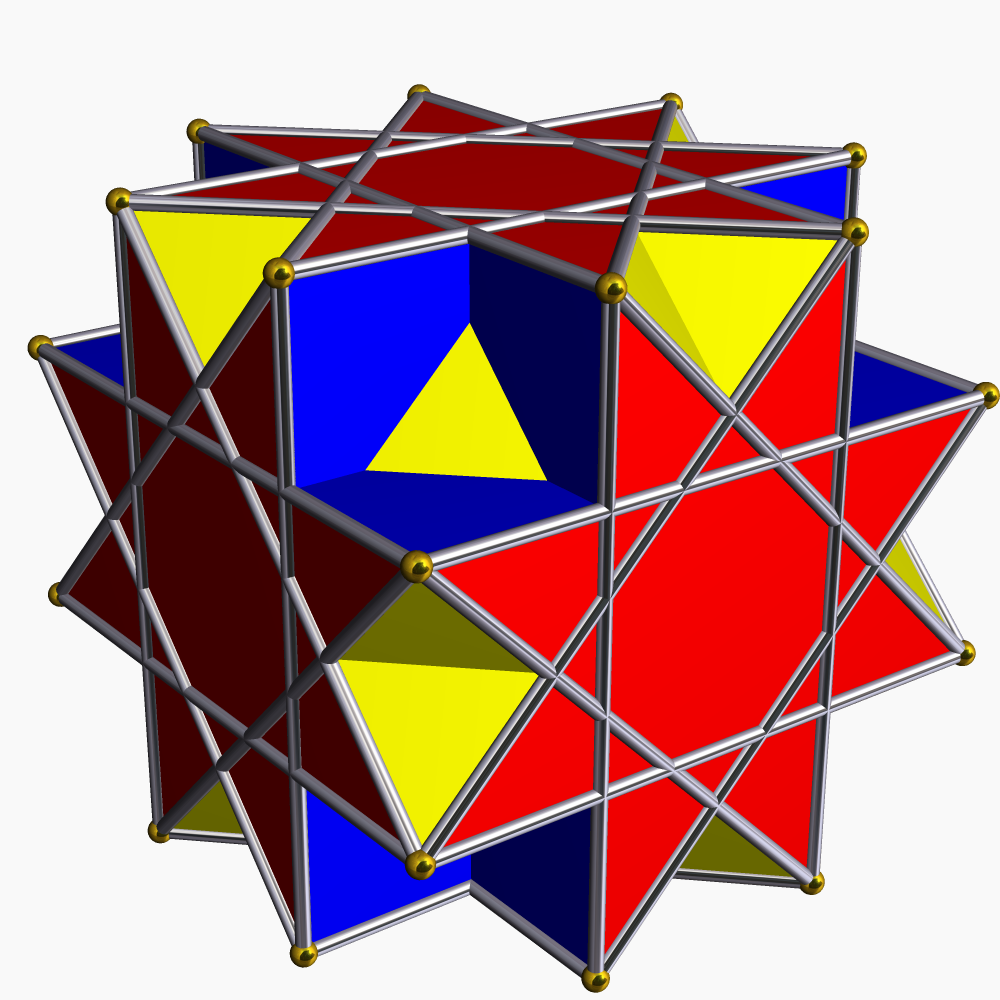
大六角二十四面體的對偶多面體。

大六角二十四面體的對偶多面體是大立方截半立方體，其在非凸均勻多面體被編號為U14。其在威佐夫符號中可以用3 4 | 4/3或4 3/2 | 4表示。

## 相關多面體
大六角二十四面體與反平行四邊形二十四面體幾何中心重合可以組成一個大鳶形二十四面體。
| 大六角二十四面體 | 反平行四邊形二十四面體 | 大鳶形二十四面體 |

### 對偶複合體
大六角二十四面體與其對偶的複合體為複合大立方截半立方體大六角二十四面體。其共有44個面、96條邊和44個頂點，其尤拉示性數為-8，虧格為5，具有6個非凸面。

## 外部連結
- 埃里克·韦斯坦因. . MathWorld.